# European Le Mans Series 2025
La stagione 2025 dell'European Le Mans Series è la ventiduesima edizione del campionato organizzato dall'ACO. La stagione di sei eventi è iniziata in Catalogna il 6 aprile e si concluderà a Portimão il 18 ottobre.
La serie è aperta alle Le Mans Prototype, suddivise nelle classi LMP2 e LMP3, e alle auto da corsa GT nella classe LMGT3. Questa stagione segnerà il debutto delle nuove vetture LMP3 di terza generazione.

## Calendario
Il calendario provvisorio per la stagione 2025 è stato annunciato il 2 ottobre 2024. Il circuito di Silverstone è tornato nel calendario per la prima volta dalla stagione 2019, sostituendo il round del Mugello come penultima gara della stagione.
| Round | Gara                       | Circuito                         | Città                    | Data                |
| ----- | -------------------------- | -------------------------------- | ------------------------ | ------------------- |
| -     | Prologo                    | Circuito di Barcellona-Catalogna | Montmeló, Spagna         | 31 marzo e 1 aprile |
| 1     | 4 Ore di Barcelona         | Circuito di Barcellona-Catalogna | Montmeló, Spagna         | 6 aprile            |
| 2     | 4 Ore di Le Castellet      | Circuito Paul Ricard             | Le Castellet, Francia    | 4 maggio            |
| 3     | 4 Ore di Imola             | Autodromo Enzo e Dino Ferrari    | Imola, Italia            | 6 luglio            |
| 4     | 4 Ore di Spa-Francorchamps | Circuito di Spa-Francorchamps    | Stavelot, Belgio         | 24 agosto           |
| 5     | 4 Ore di Silverstone       | Circuito di Silverstone          | Silverstone, Regno Unito | 14 settembre        |
| 6     | 4 Ore di Algarve           | Circuito del Algarve             | Portimão, Portogallo     | 18 ottobre          |

## Team e Piloti

### LMP2
In conformità con i regolamenti LMP2 del 2017, tutte le auto nella classe LMP2 utilizzano il motore Gibson GK428 V8 e montano pneumatici Goodyear.
| Team                      | Vettura  | #  | Piloti                   | Licenza | Gara |
| ------------------------- | -------- | -- | ------------------------ | ------- | ---- |
| Iron Lynx – Proton        | Oreca 07 | 9  | Jonas Ried               | S       | 1-   |
| Iron Lynx – Proton        | Oreca 07 | 9  | Matteo Cairoli           | P       | 1-   |
| Iron Lynx – Proton        | Oreca 07 | 9  | Macéo Capietto           | S       | 1-   |
| Vector Sport              | Oreca 07 | 10 | Ryan Cullen              | S       | 1-   |
| Vector Sport              | Oreca 07 | 10 | Pietro Fittipaldi        | G       | 1-   |
| Vector Sport              | Oreca 07 | 10 | Vladislav Lomko          | G       | 1-   |
| IDEC Sport                | Oreca 07 | 18 | Jamie Chadwick           | S       | 1-   |
| IDEC Sport                | Oreca 07 | 18 | Mathys Jaubert           | S       | 1-   |
| IDEC Sport                | Oreca 07 | 18 | Daniel Juncadella        | P       | 1-   |
| IDEC Sport                | Oreca 07 | 28 | Paul-Loup Chatin         | G       | 1-   |
| IDEC Sport                | Oreca 07 | 28 | Paul Lafargue            | S       | 1-   |
| IDEC Sport                | Oreca 07 | 28 | Job van Uitert           | G       | 1-   |
| United Autosports         | Oreca 07 | 22 | Ben Hanley               | G       | 1-   |
| United Autosports         | Oreca 07 | 22 | Manuel Maldonado         | S       | 1-   |
| United Autosports         | Oreca 07 | 22 | Grégoire Saucy           | G       | 1-   |
| Nielsen Racing            | Oreca 07 | 24 | Filipe Albuquerque       | P       | 1-   |
| Nielsen Racing            | Oreca 07 | 24 | Cem Bölükbaşı            | S       | 1-   |
| Nielsen Racing            | Oreca 07 | 24 | Ferdinand Habsburg       | G       | 1-   |
| Algarve Pro Racing        | Oreca 07 | 25 | Lorenzo Fluxá            | G       | 1-   |
| Algarve Pro Racing        | Oreca 07 | 25 | Matthias Kaiser          | S       | 1-   |
| Algarve Pro Racing        | Oreca 07 | 25 | Théo Pourchaire          | P       | 1-   |
| Duqueine Team             | Oreca 07 | 30 | Reshad de Gerus          | G       | 1-   |
| Duqueine Team             | Oreca 07 | 30 | Roy Nissany              | G       | 1-   |
| Duqueine Team             | Oreca 07 | 30 | Francesco Simonazzi      | S       | 1-   |
| Inter Europol Competition | Oreca 07 | 34 | Luca Ghiotto             | P       | 1-   |
| Inter Europol Competition | Oreca 07 | 34 | Pedro Perino             | S       | 1-   |
| Inter Europol Competition | Oreca 07 | 34 | Jean-Baptiste Simmenauer | G       | 1-   |
| Inter Europol Competition | Oreca 07 | 43 | Tom Dillmann             | G       | 1-   |
| Inter Europol Competition | Oreca 07 | 43 | Jakub Śmiechowski        | S       | 1-   |
| Inter Europol Competition | Oreca 07 | 43 | Nick Yelloly             | P       | 1-   |
| CLX – Pure Rxcing         | Oreca 07 | 37 | Tom Blomqvist            | P       | 1-   |
| CLX – Pure Rxcing         | Oreca 07 | 37 | Alex Malykhin            | S       | 1-   |
| CLX – Pure Rxcing         | Oreca 07 | 37 | Tristan Vautier          | G       | 1-   |
| CLX Motorsport            | Oreca 07 | 47 | Pipo Derani              | P       | 1-   |
| CLX Motorsport            | Oreca 07 | 47 | Manuel Espírito Santo    | S       | 1-   |
| CLX Motorsport            | Oreca 07 | 47 | Enzo Fittipaldi          | G       | 1-   |
| VDS Panis Racing          | Oreca 07 | 48 | Ollie Gray               | S       | 1-   |
| VDS Panis Racing          | Oreca 07 | 48 | Esteban Masson           | G       | 1-   |
| VDS Panis Racing          | Oreca 07 | 48 | Charles Milesi           | G       | 1-   |

- Licenze FIA controllate dal sito FIA - Driver categorisation

### LMP2 Pro-Am
Le iscrizioni alla LMP2 Pro-Am sono riservate ai team con un pilota classificato Bronzo nella loro formazione.
| Team               | Vettura  | #  | Piloti              | Licenza | Gara |
| ------------------ | -------- | -- | ------------------- | ------- | ---- |
| DKR Engineering    | Oreca 07 | 3  | Laurents Hörr       | G       | 1-   |
| DKR Engineering    | Oreca 07 | 3  | Georgios Kolovos    | B       | 1-   |
| DKR Engineering    | Oreca 07 | 3  | Thomas Laurent      | G       | 1-   |
| Algarve Pro Racing | Oreca 07 | 20 | Olli Caldwell       | G       | 1-   |
| Algarve Pro Racing | Oreca 07 | 20 | Kriton Lendoudis    | B       | 1-   |
| Algarve Pro Racing | Oreca 07 | 20 | Alex Quinn          | G       | 1-   |
| United Autosports  | Oreca 07 | 21 | Oliver Jarvis       | P       | 1-   |
| United Autosports  | Oreca 07 | 21 | Marino Sato         | G       | 1-   |
| United Autosports  | Oreca 07 | 21 | Daniel Schneider    | B       | 1-   |
| Nielsen Racing     | Oreca 07 | 27 | Anthony Wells       | B       | 1-   |
| Nielsen Racing     | Oreca 07 | 27 | Sérgio Sette Câmara | G       | 1-   |
| Nielsen Racing     | Oreca 07 | 27 | James Allen         | G       | 1-   |
| TDS Racing         | Oreca 07 | 29 | Mathias Beche       | G       | 1-   |
| TDS Racing         | Oreca 07 | 29 | Clément Novalak     | G       | 1-   |
| TDS Racing         | Oreca 07 | 29 | Rodrigo Sales       | B       | 1-   |
| Proton Competition | Oreca 07 | 77 | René Binder         | G       | 1-   |
| Proton Competition | Oreca 07 | 77 | Giorgio Roda        | B       | 1-   |
| Proton Competition | Oreca 07 | 77 | Bent Viscaal        | G       | 1-   |
| AF Corse           | Oreca 07 | 83 | François Perrodo    | B       | 1-   |
| AF Corse           | Oreca 07 | 83 | Alessio Rovera      | P       | 1-   |
| AF Corse           | Oreca 07 | 83 | Matthieu Vaxivière  | G       | 1-   |
| AO by TF           | Oreca 07 | 99 | Dane Cameron        | P       | 1-   |
| AO by TF           | Oreca 07 | 99 | Louis Delétraz      | G       | 1-   |
| AO by TF           | Oreca 07 | 99 | P. J. Hyett         | B       | 1-   |

- Licenze FIA controllate dal sito FIA - Driver categorisation

### LMP3
In conformità al regolamento LMP3 del 2025, tutte le auto nella classe LMP3 utilizzano il motore Toyota V35A 3.5 L Turbo V6 e pneumatici Michelin.
| Team                      | Vettura               | #  | Piloti                 | Licenza | Gara |
| ------------------------- | --------------------- | -- | ---------------------- | ------- | ---- |
| DKR Engineering           | Ginetta G61-LT-P3 Evo | 4  | Wyatt Brichacek        | S       | 1-   |
| DKR Engineering           | Ginetta G61-LT-P3 Evo | 4  | Mikkel Gaarde Pedersen | S       | 1-   |
| DKR Engineering           | Ginetta G61-LT-P3 Evo | 4  | Antti Rammo            | B       | 1-   |
| Team Virage               | Ligier JS P325        | 8  | Rik Koen               | S       | 1-   |
| Team Virage               | Ligier JS P325        | 8  | Daniel Nogales         | S       | 1-   |
| Team Virage               | Ligier JS P325        | 8  | Jacek Zielonka         | B       | 1-   |
| EuroInternational         | Ligier JS P325        | 11 | Ian Aguilera           | S       | 1-   |
| EuroInternational         | Ligier JS P325        | 11 | Sebastian Gravlund     | S       | 1-   |
| EuroInternational         | Ligier JS P325        | 11 | Fabien Michal          | B       | 1-   |
| WTM by Rinaldi Racing     | Duqueine D09          | 12 | Torsten Kratz          | B       | 1-   |
| WTM by Rinaldi Racing     | Duqueine D09          | 12 | Griffin Peebles        | S       | 1-   |
| WTM by Rinaldi Racing     | Duqueine D09          | 12 | Leonard Weiss          | S       | 1-   |
| RLR MSport                | Ligier JS P325        | 15 | Nick Adcock            | B       | 1-   |
| RLR MSport                | Ligier JS P325        | 15 | Gillian Henrion        | S       | 1-   |
| RLR MSport                | Ligier JS P325        | 15 | Michael Jensen         | B       | 1-   |
| CLX Motorsport            | Ligier JS P325        | 17 | Adrien Closmenil       | S       | 1-   |
| CLX Motorsport            | Ligier JS P325        | 17 | Theodor Jensen         | S       | 1-   |
| CLX Motorsport            | Ligier JS P325        | 17 | Paul Lanchère          | B       | 1-   |
| Racing Spirit of Léman    | Ligier JS P325        | 31 | Marius Fossard         | S       | 1-   |
| Racing Spirit of Léman    | Ligier JS P325        | 31 | Jean-Ludovic Foubert   | B       | 1-   |
| Racing Spirit of Léman    | Ligier JS P325        | 31 | Jacques Wolff          | B       | 1-   |
| Ultimate                  | Ligier JS P325        | 35 | Jean-Baptiste Lahaye   | S       | 1-   |
| Ultimate                  | Ligier JS P325        | 35 | Matthieu Lahaye        | S       | 1-   |
| Ultimate                  | Ligier JS P325        | 35 | Louis Rossi            | B       | 1-   |
| M Racing                  | Ligier JS P325        | 68 | Quentin Antonel        | S       | 1-   |
| M Racing                  | Ligier JS P325        | 68 | Stéphane Tribaudini    | B       | 1-   |
| Inter Europol Competition | Ligier JS P325        | 88 | Tim Creswick           | B       | 1-   |
| Inter Europol Competition | Ligier JS P325        | 88 | Douwe Dedecker         | S       | 1-   |
| Inter Europol Competition | Ligier JS P325        | 88 | Reece Gold             | S       | 1-   |

- Licenze FIA controllate dal sito FIA - Driver categorisation

### LMGT3
Tutte le vetture della classe LMGT3 montano pneumatici Goodyear.
| Team                   | Vettura                          | Motore                           | #  | Piloti               | Licenza | Gara |
| ---------------------- | -------------------------------- | -------------------------------- | -- | -------------------- | ------- | ---- |
| United Autosports      | McLaren 720S GT3 Evo             | McLaren M840T 4.0 L Turbo V8     | 23 | Michael Birch        | B       | 1-   |
| United Autosports      | McLaren 720S GT3 Evo             | McLaren M840T 4.0 L Turbo V8     | 23 | Wayne Boyd           | G       | 1-   |
| United Autosports      | McLaren 720S GT3 Evo             | McLaren M840T 4.0 L Turbo V8     | 23 | Garnet Patterson     | S       | 1-   |
| Richard Mille AF Corse | Ferrari 296 GT3                  | Ferrari F163CE 3.0 L Turbo V6    | 50 | Riccardo Agostini    | G       | 1-   |
| Richard Mille AF Corse | Ferrari 296 GT3                  | Ferrari F163CE 3.0 L Turbo V6    | 50 | Custodio Toledo      | B       | 1-   |
| Richard Mille AF Corse | Ferrari 296 GT3                  | Ferrari F163CE 3.0 L Turbo V6    | 50 | Lilou Wadoux         | S       | 1-   |
| AF Corse               | Ferrari 296 GT3                  | Ferrari F163CE 3.0 L Turbo V6    | 51 | Conrad Laursen       | S       | 1-   |
| AF Corse               | Ferrari 296 GT3                  | Ferrari F163CE 3.0 L Turbo V6    | 51 | Davide Rigon         | P       | 1-   |
| AF Corse               | Ferrari 296 GT3                  | Ferrari F163CE 3.0 L Turbo V6    | 51 | Charles-Henri Samani | B       | 1-   |
| Spirit of Race         | Ferrari 296 GT3                  | Ferrari F163CE 3.0 L Turbo V6    | 55 | Duncan Cameron       | B       | 1-   |
| Spirit of Race         | Ferrari 296 GT3                  | Ferrari F163CE 3.0 L Turbo V6    | 55 | Matt Griffin         | G       | 1-   |
| Spirit of Race         | Ferrari 296 GT3                  | Ferrari F163CE 3.0 L Turbo V6    | 55 | David Perel          | S       | 1-   |
| Kessel Racing          | Ferrari 296 GT3                  | Ferrari F163CE 3.0 L Turbo V6    | 57 | Takeshi Kimura       | B       | 1-   |
| Kessel Racing          | Ferrari 296 GT3                  | Ferrari F163CE 3.0 L Turbo V6    | 57 | Daniel Serra         | P       | 1-   |
| Kessel Racing          | Ferrari 296 GT3                  | Ferrari F163CE 3.0 L Turbo V6    | 57 | Ben Tuck             | S       | 1-   |
| Kessel Racing          | Ferrari 296 GT3                  | Ferrari F163CE 3.0 L Turbo V6    | 74 | Andrew Gilbert       | B       | 1-   |
| Kessel Racing          | Ferrari 296 GT3                  | Ferrari F163CE 3.0 L Turbo V6    | 74 | Miguel Molina        | P       | 1-   |
| Kessel Racing          | Ferrari 296 GT3                  | Ferrari F163CE 3.0 L Turbo V6    | 74 | Fran Rueda           | S       | 1-   |
| Racing Spirit of Léman | Aston Martin Vantage AMR GT3 Evo | Aston Martin M177 4.0 L Turbo V8 | 59 | Erwan Bastard        | S       | 1-   |
| Racing Spirit of Léman | Aston Martin Vantage AMR GT3 Evo | Aston Martin M177 4.0 L Turbo V8 | 59 | Valentin Hasse-Clot  | G       | 1-   |
| Racing Spirit of Léman | Aston Martin Vantage AMR GT3 Evo | Aston Martin M177 4.0 L Turbo V8 | 59 | Clément Mateu        | B       | 1-   |
| Proton Competition     | Porsche 911 GT3 R (992)          | Porsche M97/80 4.2 L Flat-6      | 60 | Matteo Cressoni      | S       | 1-   |
| Proton Competition     | Porsche 911 GT3 R (992)          | Porsche M97/80 4.2 L Flat-6      | 60 | Alessio Picariello   | G       | 1-   |
| Proton Competition     | Porsche 911 GT3 R (992)          | Porsche M97/80 4.2 L Flat-6      | 60 | Claudio Schiavoni    | B       | 1-   |
| Iron Dames             | Porsche 911 GT3 R (992)          | Porsche M97/80 4.2 L Flat-6      | 85 | Sarah Bovy           | S       | 1-   |
| Iron Dames             | Porsche 911 GT3 R (992)          | Porsche M97/80 4.2 L Flat-6      | 85 | Michelle Gatting     | G       | 1-   |
| Iron Dames             | Porsche 911 GT3 R (992)          | Porsche M97/80 4.2 L Flat-6      | 85 | Célia Martin         | B       | 1-   |
| Iron Lynx              | Mercedes-AMG GT3 Evo             | Mercedes-AMG M159 6.2 L V8       | 63 | Martin Berry         | B       | 1-   |
| Iron Lynx              | Mercedes-AMG GT3 Evo             | Mercedes-AMG M159 6.2 L V8       | 63 | Lorcan Hanafin       | S       | 1-   |
| Iron Lynx              | Mercedes-AMG GT3 Evo             | Mercedes-AMG M159 6.2 L V8       | 63 | Fabian Schiller      | G       | 1-   |
| JMW Motorsport         | Ferrari 296 GT3                  | Ferrari F163CE 3.0 L Turbo V6    | 66 | Gianmaria Bruni      | P       | 1-   |
| JMW Motorsport         | Ferrari 296 GT3                  | Ferrari F163CE 3.0 L Turbo V6    | 66 | Jason Hart           | S       | 1-   |
| JMW Motorsport         | Ferrari 296 GT3                  | Ferrari F163CE 3.0 L Turbo V6    | 66 | Scott Noble          | B       | 1-   |
| TF Sport               | Chevrolet Corvette Z06 GT3.R     | Chevrolet LT6 5.5 L V8           | 82 | Rui Andrade          | S       | 1-   |
| TF Sport               | Chevrolet Corvette Z06 GT3.R     | Chevrolet LT6 5.5 L V8           | 82 | Charlie Eastwood     | G       | 1-   |
| TF Sport               | Chevrolet Corvette Z06 GT3.R     | Chevrolet LT6 5.5 L V8           | 82 | Hiroshi Koizumi      | B       | 1-   |
| GR Racing              | Ferrari 296 GT3                  | Ferrari F163CE 3.0 L Turbo V6    | 86 | Tom Fleming          | S       | 1-   |
| GR Racing              | Ferrari 296 GT3                  | Ferrari F163CE 3.0 L Turbo V6    | 86 | Riccardo Pera        | S       | 1-   |
| GR Racing              | Ferrari 296 GT3                  | Ferrari F163CE 3.0 L Turbo V6    | 86 | Michael Wainwright   | B       | 1-   |

- Licenze FIA controllate dal sito FIA - Driver categorisation

## Risultati
In grassetto sono indicati i vincitori assoluti.
| Round | Circuito          | Pole position                                   | Team vincitore LMP2                             | Team vincitore LMP2 Pro-Am                         | Team vincitore LMP3                           | Team vincitore LMGT3                           |
| Round | Circuito          | Pole position                                   | Piloti vincitori LMP2                           | Piloti vincitori LMP2 Pro-Am                       | Piloti vincitori LMP3                         | Piloti vincitori LMGT3                         |
| ----- | ----------------- | ----------------------------------------------- | ----------------------------------------------- | -------------------------------------------------- | --------------------------------------------- | ---------------------------------------------- |
| 1     | Catalogna         | #30 Duqueine Team                               | #18 IDEC Sport                                  | #83 AF Corse                                       | #17 CLX Motorsport                            | #85 Iron Dames                                 |
| 1     | Catalogna         | Reshad de Gerus Roy Nissany Francesco Simonazzi | Jamie Chadwick Mathys Jaubert Daniel Juncadella | François Perrodo Alessio Rovera Matthieu Vaxivière | Adrien Closmenil Theodor Jensen Paul Lanchère | Sarah Bovy Michelle Gatting Célia Martin       |
| 2     | Le Castellet      | #43 Inter Europol Competition                   | #18 IDEC Sport                                  | #27 Nielsen Racing                                 | #17 CLX Motorsport                            | #50 Richard Mille AF Corse                     |
| 2     | Le Castellet      | Tom Dillmann Jakub Śmiechowski Nick Yelloly     | Jamie Chadwick Mathys Jaubert Daniel Juncadella | James Allen Sérgio Sette Câmara Anthony Wells      | Adrien Closmenil Theodor Jensen Paul Lanchère | Riccardo Agostini Custodio Toledo Lilou Wadoux |
| 3     | Imola             |                                                 |                                                 |                                                    |                                               |                                                |
| 3     | Imola             |                                                 |                                                 |                                                    |                                               |                                                |
| 4     | Spa-Francorchamps |                                                 |                                                 |                                                    |                                               |                                                |
| 4     | Spa-Francorchamps |                                                 |                                                 |                                                    |                                               |                                                |
| 5     | Silverstone       |                                                 |                                                 |                                                    |                                               |                                                |
| 5     | Silverstone       |                                                 |                                                 |                                                    |                                               |                                                |
| 6     | Algarve           |                                                 |                                                 |                                                    |                                               |                                                |
| 6     | Algarve           |                                                 |                                                 |                                                    |                                               |                                                |

## Classifiche
| Posizione | 1° | 2° | 3° | 4° | 5° | 6° | 7° | 8° | 9° | 10° | Pole |
| Punti     | 25 | 18 | 15 | 12 | 10 | 8  | 6  | 4  | 2  | 1   | 1    |

### Classifica Piloti

#### Classifica: LMP2
| Pos. | Piloti                   | Team                      | BAR | LEC | IMO | SPA | SIL | POR | Punti |
| ---- | ------------------------ | ------------------------- | --- | --- | --- | --- | --- | --- | ----- |
| 1    | Jamie Chadwick           | IDEC Sport                | 1   |     |     |     |     |     | 25    |
| 1    | Mathys Jaubert           | IDEC Sport                | 1   |     |     |     |     |     | 25    |
| 1    | Daniel Juncadella        | IDEC Sport                | 1   |     |     |     |     |     | 25    |
| 2    | Oliver Gray              | VDS Panis Racing          | 2   |     |     |     |     |     | 18    |
| 2    | Esteban Masson           | VDS Panis Racing          | 2   |     |     |     |     |     | 18    |
| 2    | Charles Milesi           | VDS Panis Racing          | 2   |     |     |     |     |     | 18    |
| 3    | Ryan Cullen              | Vector Sport              | 3   |     |     |     |     |     | 15    |
| 3    | Pietro Fittipaldi        | Vector Sport              | 3   |     |     |     |     |     | 15    |
| 3    | Vladislav Lomko          | Vector Sport              | 3   |     |     |     |     |     | 15    |
| 4    | Tom Blomqvist            | CLX – Pure Rxcing         | 4   |     |     |     |     |     | 12    |
| 4    | Alex Malykhin            | CLX – Pure Rxcing         | 4   |     |     |     |     |     | 12    |
| 4    | Tristan Vautier          | CLX – Pure Rxcing         | 4   |     |     |     |     |     | 12    |
| 5    | Lorenzo Fluxá            | Algarve Pro Racing        | 5   |     |     |     |     |     | 10    |
| 5    | Matthias Kaiser          | Algarve Pro Racing        | 5   |     |     |     |     |     | 10    |
| 5    | Théo Pourchaire          | Algarve Pro Racing        | 5   |     |     |     |     |     | 10    |
| 6    | Ben Hanley               | United Autosports         | 6   |     |     |     |     |     | 8     |
| 6    | Manuel Maldonado         | United Autosports         | 6   |     |     |     |     |     | 8     |
| 6    | Grégoire Saucy           | United Autosports         | 6   |     |     |     |     |     | 8     |
| 7    | Filipe Albuquerque       | Nielsen Racing            | 7   |     |     |     |     |     | 6     |
| 7    | Cem Bölükbaşı            | Nielsen Racing            | 7   |     |     |     |     |     | 6     |
| 7    | Ferdinand Habsburg       | Nielsen Racing            | 7   |     |     |     |     |     | 6     |
| 8    | Paul-Loup Chatin         | IDEC Sport                | 8   |     |     |     |     |     | 4     |
| 8    | Paul Lafargue            | IDEC Sport                | 8   |     |     |     |     |     | 4     |
| 8    | Job van Uitert           | IDEC Sport                | 8   |     |     |     |     |     | 4     |
| 9    | Luca Ghiotto             | Inter Europol Competition | 9   |     |     |     |     |     | 2     |
| 9    | Pedro Perino             | Inter Europol Competition | 9   |     |     |     |     |     | 2     |
| 9    | Jean-Baptiste Simmenauer | Inter Europol Competition | 9   |     |     |     |     |     | 2     |
| 10   | Tom Dillmann             | Inter Europol Competition | 10  |     |     |     |     |     | 1     |
| 10   | Jakub Śmiechowski        | Inter Europol Competition | 10  |     |     |     |     |     | 1     |
| 10   | Nick Yelloly             | Inter Europol Competition | 10  |     |     |     |     |     | 1     |
| 11   | Reshad de Gerus          | Duqueine Team             | Rit |     |     |     |     |     | 1     |
| 11   | Roy Nissany              | Duqueine Team             | Rit |     |     |     |     |     | 1     |
| 11   | Francesco Simonazzi      | Duqueine Team             | Rit |     |     |     |     |     | 1     |
| 12   | Matteo Cairoli           | Iron Lynx – Proton        | 11  |     |     |     |     |     | 0     |
| 12   | Macéo Capietto           | Iron Lynx – Proton        | 11  |     |     |     |     |     | 0     |
| 12   | Jonas Ried               | Iron Lynx – Proton        | 11  |     |     |     |     |     | 0     |
| 13   | Pipo Derani              | CLX Motorsport            | Rit |     |     |     |     |     | 0     |
| 13   | Manuel Espírito Santo    | CLX Motorsport            | Rit |     |     |     |     |     | 0     |
| 13   | Enzo Fittipaldi          | CLX Motorsport            | Rit |     |     |     |     |     | 0     |
| Pos. | Piloti                   | Team                      | BAR | LEC | IMO | SPA | SIL | POR | Punti |

#### Classifica: LMP2 Pro-Am
| Pos. | Piloti              | Team               | BAR | LEC | IMO | SPA | SIL | POR | Punti |
| ---- | ------------------- | ------------------ | --- | --- | --- | --- | --- | --- | ----- |
| 1    | François Perrodo    | AF Corse           | 1   |     |     |     |     |     | 25    |
| 1    | Alessio Rovera      | AF Corse           | 1   |     |     |     |     |     | 25    |
| 1    | Matthieu Vaxivière  | AF Corse           | 1   |     |     |     |     |     | 25    |
| 2    | Olli Caldwell       | Algarve Pro Racing | 2   |     |     |     |     |     | 18    |
| 2    | Kriton Lendoudis    | Algarve Pro Racing | 2   |     |     |     |     |     | 18    |
| 2    | Alex Quinn          | Algarve Pro Racing | 2   |     |     |     |     |     | 18    |
| 3    | Mathias Beche       | TDS Racing         | 3   |     |     |     |     |     | 15    |
| 3    | Clément Novalak     | TDS Racing         | 3   |     |     |     |     |     | 15    |
| 3    | Rodrigo Sales       | TDS Racing         | 3   |     |     |     |     |     | 15    |
| 4    | René Binder         | Proton Competition | 4   |     |     |     |     |     | 13    |
| 4    | Giorgio Roda        | Proton Competition | 4   |     |     |     |     |     | 13    |
| 4    | Bent Viscaal        | Proton Competition | 4   |     |     |     |     |     | 13    |
| 5    | Oliver Jarvis       | United Autosports  | 5   |     |     |     |     |     | 10    |
| 5    | Marino Sato         | United Autosports  | 5   |     |     |     |     |     | 10    |
| 5    | Daniel Schneider    | United Autosports  | 5   |     |     |     |     |     | 10    |
| 6    | Laurents Hörr       | DKR Engineering    | 6   |     |     |     |     |     | 8     |
| 6    | Georgios Kolovos    | DKR Engineering    | 6   |     |     |     |     |     | 8     |
| 6    | Thomas Laurent      | DKR Engineering    | 6   |     |     |     |     |     | 8     |
| 7    | James Allen         | Nielsen Racing     | 7   |     |     |     |     |     | 6     |
| 7    | Sérgio Sette Câmara | Nielsen Racing     | 7   |     |     |     |     |     | 6     |
| 7    | Anthony Wells       | Nielsen Racing     | 7   |     |     |     |     |     | 6     |
| 8    | Dane Cameron        | AO by TF           | 8   |     |     |     |     |     | 4     |
| 8    | Louis Delétraz      | AO by TF           | 8   |     |     |     |     |     | 4     |
| 8    | P. J. Hyett         | AO by TF           | 8   |     |     |     |     |     | 4     |
| Pos. | Piloti              | Team               | BAR | LEC | IMO | SPA | SIL | POR | Punti |

#### Classifica: LMP3
| Pos. | Piloti                 | Team                      | BAR | LEC | IMO | SPA | SIL | POR | Punti |
| ---- | ---------------------- | ------------------------- | --- | --- | --- | --- | --- | --- | ----- |
| 1    | Adrien Closmenil       | CLX Motorsport            | 1   |     |     |     |     |     | 26    |
| 1    | Theodor Jensen         | CLX Motorsport            | 1   |     |     |     |     |     | 26    |
| 1    | Paul Lanchère          | CLX Motorsport            | 1   |     |     |     |     |     | 26    |
| 2    | Nick Adcock            | RLR MSport                | 2   |     |     |     |     |     | 18    |
| 2    | Gillian Henrion        | RLR MSport                | 2   |     |     |     |     |     | 18    |
| 2    | Michael Jensen         | RLR MSport                | 2   |     |     |     |     |     | 18    |
| 3    | Tim Creswick           | Inter Europol Competition | 3   |     |     |     |     |     | 15    |
| 3    | Douwe Dedecker         | Inter Europol Competition | 3   |     |     |     |     |     | 15    |
| 3    | Reece Gold             | Inter Europol Competition | 3   |     |     |     |     |     | 15    |
| 4    | Quentin Antonel        | M Racing                  | 4   |     |     |     |     |     | 12    |
| 4    | Stéphane Tribaudini    | M Racing                  | 4   |     |     |     |     |     | 12    |
| 5    | Jean-Baptiste Lahaye   | Ultimate                  | 5   |     |     |     |     |     | 10    |
| 5    | Matthieu Lahaye        | Ultimate                  | 5   |     |     |     |     |     | 10    |
| 5    | Louis Rossi            | Ultimate                  | 5   |     |     |     |     |     | 10    |
| 6    | Torsten Kratz          | WTM by Rinaldi Racing     | 6   |     |     |     |     |     | 8     |
| 6    | Griffin Peebles        | WTM by Rinaldi Racing     | 6   |     |     |     |     |     | 8     |
| 6    | Leonard Weiss          | WTM by Rinaldi Racing     | 6   |     |     |     |     |     | 8     |
| 7    | Marius Fossard         | Racing Spirit of Léman    | 7   |     |     |     |     |     | 6     |
| 7    | Jean-Ludovic Foubert   | Racing Spirit of Léman    | 7   |     |     |     |     |     | 6     |
| 7    | Jacques Wolff          | Racing Spirit of Léman    | 7   |     |     |     |     |     | 6     |
| 8    | Rik Koen               | Team Virage               | 8   |     |     |     |     |     | 4     |
| 8    | Daniel Nogales         | Team Virage               | 8   |     |     |     |     |     | 4     |
| 8    | Jacek Zielonka         | Team Virage               | 8   |     |     |     |     |     | 4     |
| 9    | Wyatt Brichacek        | DKR Engineering           | Rit |     |     |     |     |     | 0     |
| 9    | Mikkel Gaarde Pedersen | DKR Engineering           | Rit |     |     |     |     |     | 0     |
| 9    | Antti Rammo            | DKR Engineering           | Rit |     |     |     |     |     | 0     |
| 10   | Ian Aguilera           | EuroInternational         | Rit |     |     |     |     |     | 0     |
| 10   | Sebastian Gravlund     | EuroInternational         | Rit |     |     |     |     |     | 0     |
| 10   | Fabien Michal          | EuroInternational         | Rit |     |     |     |     |     | 0     |
| Pos. | Piloti                 | Team                      | BAR | LEC | IMO | SPA | SIL | POR | Punti |

#### Classifica: LMGT3
| Pos. | Piloti               | Team                   | BAR | LEC | IMO | SPA | SIL | POR | Punti |
| ---- | -------------------- | ---------------------- | --- | --- | --- | --- | --- | --- | ----- |
| 1    | Sarah Bovy           | Iron Dames             | 1   |     |     |     |     |     | 25    |
| 1    | Michelle Gatting     | Iron Dames             | 1   |     |     |     |     |     | 25    |
| 1    | Célia Martin         | Iron Dames             | 1   |     |     |     |     |     | 25    |
| 2    | Takeshi Kimura       | Kessel Racing          | 2   |     |     |     |     |     | 18    |
| 2    | Daniel Serra         | Kessel Racing          | 2   |     |     |     |     |     | 18    |
| 2    | Ben Tuck             | Kessel Racing          | 2   |     |     |     |     |     | 18    |
| 3    | Matteo Cressoni      | Proton Competition     | 3   |     |     |     |     |     | 15    |
| 3    | Alessio Picariello   | Proton Competition     | 3   |     |     |     |     |     | 15    |
| 3    | Claudio Schiavoni    | Proton Competition     | 3   |     |     |     |     |     | 15    |
| 4    | Duncan Cameron       | Spirit of Race         | 4   |     |     |     |     |     | 12    |
| 4    | Matthew Griffin      | Spirit of Race         | 4   |     |     |     |     |     | 12    |
| 4    | David Perel          | Spirit of Race         | 4   |     |     |     |     |     | 12    |
| 5    | Conrad Laursen       | AF Corse               | 5   |     |     |     |     |     | 10    |
| 5    | Davide Rigon         | AF Corse               | 5   |     |     |     |     |     | 10    |
| 5    | Charles-Henri Samani | AF Corse               | 5   |     |     |     |     |     | 10    |
| 6    | Rui Andrade          | TF Sport               | 6   |     |     |     |     |     | 8     |
| 6    | Charlie Eastwood     | TF Sport               | 6   |     |     |     |     |     | 8     |
| 6    | Hiroshi Koizumi      | TF Sport               | 6   |     |     |     |     |     | 8     |
| 7    | Erwan Bastard        | Racing Spirit of Léman | 7   |     |     |     |     |     | 6     |
| 7    | Valentin Hasse-Clot  | Racing Spirit of Léman | 7   |     |     |     |     |     | 6     |
| 7    | Clément Mateu        | Racing Spirit of Léman | 7   |     |     |     |     |     | 6     |
| 8    | Tom Fleming          | GR Racing              | 8   |     |     |     |     |     | 4     |
| 8    | Riccardo Pera        | GR Racing              | 8   |     |     |     |     |     | 4     |
| 8    | Michael Wainwright   | GR Racing              | 8   |     |     |     |     |     | 4     |
| 9    | Riccardo Agostini    | Richard Mille AF Corse | 9   |     |     |     |     |     | 2     |
| 9    | Custodio Toledo      | Richard Mille AF Corse | 9   |     |     |     |     |     | 2     |
| 9    | Lilou Wadoux         | Richard Mille AF Corse | 9   |     |     |     |     |     | 2     |
| 10   | Andrew Gilbert       | Kessel Racing          | 10  |     |     |     |     |     | 1     |
| 10   | Miguel Molina        | Kessel Racing          | 10  |     |     |     |     |     | 1     |
| 10   | Fran Rueda           | Kessel Racing          | 10  |     |     |     |     |     | 1     |
| 11   | Martin Berry         | Iron Lynx              | Rit |     |     |     |     |     | 1     |
| 11   | Lorcan Hanafin       | Iron Lynx              | Rit |     |     |     |     |     | 1     |
| 11   | Fabian Schiller      | Iron Lynx              | Rit |     |     |     |     |     | 1     |
| 12   | Michael Birch        | United Autosports      | 11  |     |     |     |     |     | 0     |
| 12   | Wayne Boyd           | United Autosports      | 11  |     |     |     |     |     | 0     |
| 12   | Garnet Patterson     | United Autosports      | 11  |     |     |     |     |     | 0     |
| 13   | Gianmaria Bruni      | JMW Motorsport         | 12  |     |     |     |     |     | 0     |
| 13   | Jason Hart           | JMW Motorsport         | 12  |     |     |     |     |     | 0     |
| 13   | Scott Noble          | JMW Motorsport         | 12  |     |     |     |     |     | 0     |
| Pos. | Piloti               | Team                   | BAR | LEC | IMO | SPA | SIL | POR | Punti |

### Classifica Team

#### Classifica: LMP2
| Pos. | Team                          | Vettura  | BAR | LEC | IMO | SPA | SIL | POR | Punti |
| ---- | ----------------------------- | -------- | --- | --- | --- | --- | --- | --- | ----- |
| 1    | #18 IDEC Sport                | Oreca 07 | 1   |     |     |     |     |     | 25    |
| 2    | #48 VDS Panis Racing          | Oreca 07 | 2   |     |     |     |     |     | 18    |
| 3    | #10 Vector Sport              | Oreca 07 | 3   |     |     |     |     |     | 15    |
| 4    | #37 CLX – Pure Rxcing         | Oreca 07 | 4   |     |     |     |     |     | 12    |
| 5    | #25 Algarve Pro Racing        | Oreca 07 | 5   |     |     |     |     |     | 10    |
| 6    | #22 United Autosports         | Oreca 07 | 6   |     |     |     |     |     | 8     |
| 7    | #24 Nielsen Racing            | Oreca 07 | 7   |     |     |     |     |     | 6     |
| 8    | #28 IDEC Sport                | Oreca 07 | 8   |     |     |     |     |     | 4     |
| 9    | #34 Inter Europol Competition | Oreca 07 | 9   |     |     |     |     |     | 2     |
| 10   | #43 Inter Europol Competition | Oreca 07 | 10  |     |     |     |     |     | 1     |
| 11   | #30 Duqueine Team             | Oreca 07 | Rit |     |     |     |     |     | 1     |
| 12   | #9 Iron Lynx – Proton         | Oreca 07 | 11  |     |     |     |     |     | 0     |
| 13   | #47 CLX Motorsport            | Oreca 07 | Rit |     |     |     |     |     | 0     |
| Pos. | Team                          | Vettura  | BAR | LEC | IMO | SPA | SIL | POR | Punti |

#### Classifica: LMP2 Pro-Am
| Pos. | Team                   | Vettura  | BAR | LEC | IMO | SPA | SIL | POR | Punti |
| ---- | ---------------------- | -------- | --- | --- | --- | --- | --- | --- | ----- |
| 1    | #83 AF Corse           | Oreca 07 | 1   |     |     |     |     |     | 25    |
| 2    | #20 Algarve Pro Racing | Oreca 07 | 2   |     |     |     |     |     | 18    |
| 3    | #29 TDS Racing         | Oreca 07 | 3   |     |     |     |     |     | 15    |
| 4    | #77 Proton Competition | Oreca 07 | 4   |     |     |     |     |     | 13    |
| 5    | #21 United Autosports  | Oreca 07 | 5   |     |     |     |     |     | 10    |
| 6    | #3 DKR Engineering     | Oreca 07 | 6   |     |     |     |     |     | 8     |
| 7    | #27 Nielsen Racing     | Oreca 07 | 7   |     |     |     |     |     | 6     |
| 8    | #99 AO by TF           | Oreca 07 | 8   |     |     |     |     |     | 4     |
| Pos. | Team                   | Vettura  | BAR | LEC | IMO | SPA | SIL | POR | Punti |

#### Classifica: LMP3
| Pos. | Team                          | Vettura               | BAR | LEC | IMO | SPA | SIL | POR | Punti |
| ---- | ----------------------------- | --------------------- | --- | --- | --- | --- | --- | --- | ----- |
| 1    | #17 CLX Motorsport            | Ligier JS P325        | 1   |     |     |     |     |     | 26    |
| 2    | #15 RLR MSport                | Ligier JS P325        | 2   |     |     |     |     |     | 18    |
| 3    | #88 Inter Europol Competition | Ligier JS P325        | 3   |     |     |     |     |     | 15    |
| 4    | #68 M Racing                  | Ligier JS P325        | 4   |     |     |     |     |     | 12    |
| 5    | #35 Ultimate                  | Ligier JS P325        | 5   |     |     |     |     |     | 10    |
| 6    | #12 WTM by Rinaldi Racing     | Duqueine D09          | 6   |     |     |     |     |     | 8     |
| 7    | #31 Racing Spirit of Léman    | Ligier JS P325        | 7   |     |     |     |     |     | 6     |
| 8    | #8 Team Virage                | Ligier JS P325        | 8   |     |     |     |     |     | 4     |
| 9    | #4 DKR Engineering            | Ginetta G61-LT-P3 Evo | Rit |     |     |     |     |     | 0     |
| 10   | #11 EuroInternational         | Ligier JS P325        | Rit |     |     |     |     |     | 0     |
| Pos. | Team                          | Vettura               | BAR | LEC | IMO | SPA | SIL | POR | Punti |

#### Classifica: LMGT3
| Pos. | Team                       | Vettura                          | BAR | LEC | IMO | SPA | SIL | POR | Punti |
| ---- | -------------------------- | -------------------------------- | --- | --- | --- | --- | --- | --- | ----- |
| 1    | #85 Iron Dames             | Porsche 911 GT3 R (992)          | 1   |     |     |     |     |     | 25    |
| 2    | #57 Kessel Racing          | Ferrari 296 GT3                  | 2   |     |     |     |     |     | 18    |
| 3    | #60 Proton Competition     | Porsche 911 GT3 R (992)          | 3   |     |     |     |     |     | 15    |
| 4    | #55 Spirit of Race         | Ferrari 296 GT3                  | 4   |     |     |     |     |     | 12    |
| 5    | #51 AF Corse               | Ferrari 296 GT3                  | 5   |     |     |     |     |     | 10    |
| 6    | #82 TF Sport               | Chevrolet Corvette Z06 GT3.R     | 6   |     |     |     |     |     | 8     |
| 7    | #59 Racing Spirit of Léman | Aston Martin Vantage AMR GT3 Evo | 7   |     |     |     |     |     | 6     |
| 8    | #86 GR Racing              | Ferrari 296 GT3                  | 8   |     |     |     |     |     | 4     |
| 9    | #50 Richard Mille AF Corse | Ferrari 296 GT3                  | 9   |     |     |     |     |     | 2     |
| 10   | #74 Kessel Racing          | Ferrari 296 GT3                  | 10  |     |     |     |     |     | 1     |
| 11   | #63 Iron Lynx              | Mercedes-AMG GT3 Evo             | Rit |     |     |     |     |     | 1     |
| 12   | #23 United Autosports      | McLaren 720S GT3 Evo             | 11  |     |     |     |     |     | 0     |
| 13   | #66 JMW Motorsport         | Ferrari 296 GT3                  | 12  |     |     |     |     |     | 0     |
| Pos. | Team                       | Vettura                          | BAR | LEC | IMO | SPA | SIL | POR | Punti |